# Osbertia
Osbertia,  es un miembro de la familia Asteraceae. Comprende 4 especies descritas y  aceptadas.

## Taxonomía
El género fue descrito por Edward Lee Greene y publicado en Erythea 3(1): 14, 13. 1895. La especie tipo es: Haplopappus stolonifer DC. = Osbertia stolonifera (DC.) Greene	

## Especies seleccionadas
A continuación se brinda un listado de las especies del género Osbertia aceptadas hasta junio de 2011, ordenadas alfabéticamente. Para cada una se indica el nombre binomial seguido del autor, abreviado según las convenciones y usos.
- Osbertia bartlettii (S.F.Blake) G.L.Nesom
- Osbertia chihuahuana B.L.Turner & S.D.Sundb.
- Osbertia heleniastrum (Greene) Greene
- Osbertia stolonifera (DC.) Greene